# Tour Prometo
Tour Prometo es la cuarta gira musical del cantante y compositor malagueño Pablo Alborán. La gira es realizada en apoyo a su nuevo trabajo, Prometo (publicado en noviembre de 2017). Las primeras fechas fueron anunciadas a fines de noviembre de ese mismo año. El día 18 de octubre el cantante ha anunciado que habrá 6 fechas más en España, en 2019.

## Repertorio
Canta 26 canciones de diferentes álbumes de los cuatro que posee.
1. No vaya a ser
2. Pasos de cero
3. La escalera
4. Dónde está el amor
5. Recuérdame
6. Quién
7. Cuerda al Corazón
8. Lo nuestro
9. Quimera
10. Tanto
11. Perdóname
12. Te he echado de menos
13. Al paraíso
14. Saturno
15. La llave
16. Boca de hule
17. Por fin
18. Tu refugio
19. Curo tus labios
20. Miedo
21. Idiota
22. Vivir
23. Solamente tú
24. Prometo
25. Éxtasis
26. Vívela

## Fechas
| Día                      | Ciudad                  | País           | Lugar                                | Entradas vendidas        | Recaudación |
| América                  | América                 | América        | América                              | América                  | América     |
| ------------------------ | ----------------------- | -------------- | ------------------------------------ | ------------------------ | ----------- |
| 1 de marzo de 2018       | Ciudad de México        | México         | Auditorio Nacional                   | 18,469 / 18,826          | $715,281    |
| 2 de marzo de 2018       | Ciudad de México        | México         | Auditorio Nacional                   | 18,469 / 18,826          | $715,281    |
| 6 de marzo de 2018       | Querétaro               | México         | Querétaro Centro de Congresos        | 3,931 / 4,137            | $188,748    |
| 7 de marzo de 2018       | Puebla                  | México         | Acrópolis Puebla                     | 3,996 / 4,811            | $196,544    |
| 9 de marzo de 2018       | Monterrey               | México         | Auditorio Banamex                    | 5,798 / 5,986            | $298,190    |
| 10 de marzo de 2018      | Guadalajara             | México         | Auditorio Telmex                     | 8,022 / 8,035            | $322,846    |
| 13 de marzo de 2018      | Guatemala               | Guatemala      | Forum Majadas                        | —                        | —           |
| 15 de marzo de 2018      | Panamá                  | Panamá         | Arena Roberto Durán                  | —                        | —           |
| 17 de marzo de 2018      | San José                | Costa Rica     | Palacio de los Deportes              | –                        | —           |
| 18 de marzo de 2018      | San José                | Costa Rica     | Palacio de los Deportes              | –                        | —           |
| 2 de abril de 2018       | Medellín                | Colombia       | Teatro de la Universidad de Medellín | —                        | —           |
| 3 de abril de 2018       | Bogotá                  | Colombia       | Teatro Jorge Eliécer Gaitán          | —                        | —           |
| 5 de abril de 2018       | Lima                    | Perú           | Anfiteatro Parque de la Exposición   | —                        | —           |
| 7 de abril de 2018       | Quito                   | Ecuador        | Teatro Ágora CCE                     | —                        | —           |
| 11 de abril de 2018      | Córdoba                 | Argentina      | Quality Espacio                      | —                        | —           |
| 12 de abril de 2018      | Rosario                 | Argentina      | Metropolitano Rosario                | —                        | —           |
| 14 de abril de 2018      | Buenos Aires            | Argentina      | Luna Park                            | –                        | –           |
| 15 de abril de 2018      | Buenos Aires            | Argentina      | Luna Park                            | –                        | –           |
| 17 de abril de 2018      | Montevideo              | Uruguay        | Teatro de Verano Ramón Collazo       | —                        | —           |
| 20 de abril de 2018      | Santiago                | Chile          | Movistar Arena                       | –                        | –           |
| 21 de abril de 2018      | Santiago                | Chile          | Movistar Arena                       | –                        | –           |
| 26 de abril de 2018      | Concepción              | Chile          | SurActivo                            | —                        | —           |
| 28 de abril de 2018      | Temuco                  | Chile          | Gimnasio UFRO                        | —                        | —           |
| Europa                   |                         |                |                                      |                          |             |
| 18 de mayo de 2018       | Málaga                  | España         | Auditorio Municipal de Málaga        | 19,600 / 19,600          | —           |
| 19 de mayo de 2018       | Málaga                  | España         | Auditorio Municipal de Málaga        | 19,600 / 19,600          | —           |
| 1 de junio de 2018       | Bilbao                  | España         | Bilbao Arena                         | 7,800 / 7,800            | —           |
| 2 de junio de 2018       | Valladolid              | España         | Feria de Valladolid                  | 7,300 / 7,300            | —           |
| 8 de junio de 2018       | Barcelona               | España         | Palau Sant Jordi                     | 34,000 / 34,000          | $2 098 767  |
| 9 de junio de 2018       | Barcelona               | España         | Palau Sant Jordi                     | 34,000 / 34,000          | $2 098 767  |
| 16 de junio de 2018      | Sevilla                 | España         | Estadio Olímpico de La Cartuja       | 32,800 / 32,800          | —           |
| 22 de junio de 2018      | La Coruña               | España         | Coliseum da Coruña                   | 8,500 / 8,500            | —           |
| 29 de junio de 2018      | Madrid                  | España         | WiZink Center                        | 31,000 / 31,000          | $1 233 657  |
| 30 de junio de 2018      | Madrid                  | España         | WiZink Center                        | 31,000 / 31,000          | $1 233 657  |
| 4 de julio de 2018       | Valencia                | España         | Plaza de toros de Valencia           | 15,600 / 15,600          | —           |
| 5 de julio de 2018       | Valencia                | España         | Plaza de toros de Valencia           | 15,600 / 15,600          | —           |
| 18 de julio de 2018      | Matosinhos              | Portugal       | Praia do Aterro                      | Festival                 | Festival    |
| 20 de julio de 2018      | Las Palmas              | España         | Gran Canaria Arena                   | 6,800 / 6,800            | —           |
| 21 de julio de 2018      | Santa Cruz              | España         | Aparcamiento del Parque Marítimo     | 5,900 / 5,900            | —           |
| 23 de julio de 2018      | Torrelavega             | España         | Campos del Malecón                   | 7,200 (99%)              | —           |
| 27 de julio de 2018      | Gijón                   | España         | Parque Hermanos Castro               | 6,750 (99%)              | —           |
| 31 de julio de 2018      | Madrid                  | España         | Teatro Real                          | 1,590 / 1,590            | —           |
| 1 de agosto de 2018      | Marbella                | España         | Starlite Auditorio                   | 3,000 / 3,000            | —           |
| 3 de agosto de 2018      | Palma de Mallorca       | España         | Plaza de toros de Mallorca           | 8,800 / 8,800            | —           |
| 7 de agosto de 2018      | Sant Feliu de Guíxols   | España         | Espai Port Marítimcomo               | 3,100 / 3,100            | —           |
| 8 de agosto de 2018      | Tarragona               | España         | Tarraco Arena Plaza                  | 7,500 / 7,500            | —           |
| 16 de agosto de 2018     | Chiclana de la Frontera | España         | Poblado de Sancti Petri              | 6,200 (99%)              | —           |
| 18 de agosto de 2018     | Alicante                | España         | Plaza de toros de Alicante           | 7,500 / 7,500            | —           |
| 30 de agosto de 2018     | Mérida                  | España         | Teatro romano de Mérida              | 3,000 / 3,000            | —           |
| 14 de septiembre de 2018 | Murcia                  | España         | Cuartel de Artillería                | 15,000 / 15,000          | —           |
| 15 de septiembre de 2018 | Murcia                  | España         | Cuartel de Artillería                | 15,000 / 15,000          | —           |
| 22 de septiembre de 2018 | Granada                 | España         | Plaza de toros de Granada            | 17,200 / 17,200          | —           |
| 23 de septiembre de 2018 | Granada                 | España         | Plaza de toros de Granada            | 17,200 / 17,200          | —           |
| 8 de diciembre de 2018   | Madrid                  | España         | WiZink Center                        | 15,500 / 15,500          | —           |
| 21 de diciembre de 2018  | Barcelona               | España         | Palau Sant Jordi                     | 17,000 / 17,000          | —           |
| América                  |                         |                |                                      |                          |             |
| 9 de febrero de 2019     | Villa María             | Argentina      | Anfiteatro Municipal de Villa María  |                          |             |
| Europa                   |                         |                |                                      |                          |             |
| 3 de marzo de 2019       | Londres                 | Reino Unido    | Royal Albert Hall                    | —                        | —           |
| América                  |                         |                |                                      |                          |             |
| 16 de marzo de 2019      | Miami                   | Estados Unidos | Bayfront Park Amphitheatre           |                          |             |
| 20 de marzo de 2019      | Monterrey               | México         | Auditorio Banamex                    |                          |             |
| 22 de marzo de 2019      | Zapopan                 | México         | Auditorio Telmex                     |                          |             |
| 23 de marzo de 2019      | Toluca                  | México         | Teatro Morelos                       | Cancelado por enfermedad |             |
| 27 de marzo de 2019      | León                    | México         | Poliforum de León                    |                          |             |
| 29 de marzo de 2019      | Ciudad de México        | México         | Auditorio Nacional                   |                          |             |
| 30 de marzo de 2019      | Ciudad de México        | México         | Auditorio Nacional                   |                          |             |
| 4 de abril de 2019       | Santiago                | Chile          | Movistar Arena                       |                          |             |
| 5 de abril de 2019       | Santiago                | Chile          | Movistar Arena                       |                          |             |
| 11 de abril de 2019      | Montevideo              | Uruguay        | Antel Arena                          | —                        | —           |
| 13 de abril de 2019      | Buenos Aires            | Argentina      | Hipódromo de Palermo                 | —                        | —           |
| Europa                   |                         |                |                                      |                          |             |
| 27 de abril de 2019      | Vigo                    | España         | Instituto Ferial de Vigo             | —                        | —           |
| 11 de mayo de 2019       | Córdoba                 | España         | Plaza de toros Los Califas           | —                        | —           |
| 18 de mayo de 2019       | Barcelona               | España         | Palau Sant Jordi                     | —                        | —           |
| 22 de mayo de 2019       | Madrid                  | España         | WiZink Center                        | —                        | —           |
| 25 de mayo de 2019       | Valencia                | España         | Auditorio Marina Sur                 | —                        | —           |
| 1 de junio de 2019       | Pamplona                | España         | Navarra Arena                        | —                        | —           |
| 14 de junio de 2019      | París                   | Francia        | L'Olympia                            | —                        | —           |
| 22 de junio de 2019      | Roma                    | Italia         | Sala Sinopoli Parco della Musica     | —                        | —           |
| 28 de junio de 2019      | Lisboa                  | Portugal       | Plaza de Toros Campo Pequeno         | —                        | —           |
| América                  |                         |                |                                      |                          |             |
| 20 de febrero de 2020    | San José                | Costa Rica     | Estadio Nacional                     | —                        | —           |
| 22 de febrero de 2020    | Lima                    | Perú           | Plaza Arena                          | —                        | —           |
| 26 de febrero de 2020    | Viña del Mar            | Chile          | Festival de Viña del Mar             | —                        | —           |
| 29 de febrero de 2020    | Punta del Este          | Uruguay        | Enjoy                                | —                        | —           |
| Total                    | Total                   | Total          | Total                                | 328,856                  | –           |